# Sudoeste (Australia Occidental)

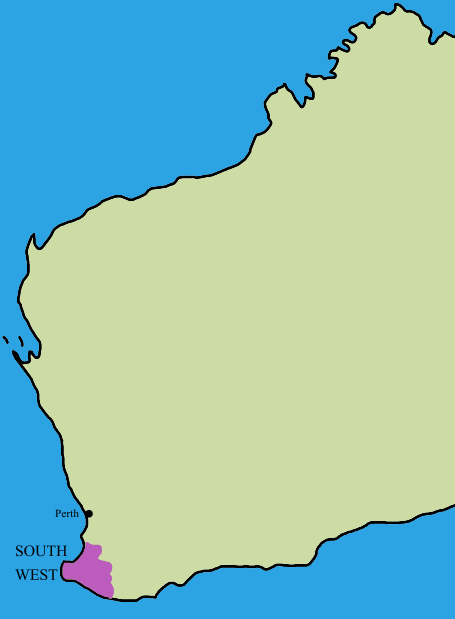
Ubicación de la Región del Sudoeste en Australia Occidental

La Región del Sudoeste es una de las nueve regiones de Australia Occidental. Se llama así por encontrarse en la esquina suroeste de Australia Occidental. La Región del Sudoeste se extiende sobre un área de 23.970 km², y contiene una población de unos 123.000 habitantes.

## Clima
El Sudoeste tiene un clima mediterráneo con estaciones de verano secas y estaciones de invierno húmedas. La pluviosidad anual es de una media de 900 mm , la mayoría de los cuales provienen de las lluvias que caen entre mayo y septiembre. Las temperaturas máximas diarias varían entre los 16 °C (61 °F) en julio, y los 32 °C (85 °F) en febrero.

## Economía
La economía de la Región del Sudoeste es muy diversa. La región es la mayor productora mundial de óxido de aluminio y de arenas minerales. También tiene una importante industria agrícola y ganadera, maderera y vitivinícola. Además, la Región del Sudoeste es el destino turístico más popular del Territorio de Australia Occidental, después de la capital, Perth.

## Divisiones del Gobierno Local
La Región del Sudoeste consiste de las siguientes áreas de gobierno locales:
- Augusta-Margaret River
- Boyup Brook
- Bridgetown-Greenbushes
- Bunbury
- Busselton
- Capel
- Collie
- Dardanup
- Donnybrook-Balingup
- Harvey
- Manjimup
- Nannup

## Carta
- Western Australia. Dept. of Land Administration. Cartographic Services Branch. (2004) South West Corner/Western Australia Perth, W.A.. Scale 1:150 000 ; (E 114°58'--E 115°40'/S 033°27'--S 034°25') Also known as StreetSmart Touring Map - with localities Augusta, Busselton, Dunsborough and Margaret River on title ISBN 0-7309-2907-8

## Atracciones
- La lista de atracciones famosas de la región incluye sitios como el Faro del Cabo Naturaliste (Cape Naturaliste Lighthouse), la Cueva de Ngilgi (Ngilgi Cave), la Cueva Joya (Jewel Cave), el Faro del Cabo Leeuwin (Cape Leeuwin Lighthouse), la Cueva del Mamut (Mammoth Cave), la Cueva Lago (Lake Cave), Kodja Place, el Delfinario de Bunbury (Bunbury Dolphin Discovery Centre), y el sendero forestal del Valle de los Gigantes (Valley of the Giants Tree Top Walk).